# جانيف راسل
جانيف راسل (بالإنجليزية: Janieve Russell) هي عداءة مسافات قصيرة جامايكية ولدت في يوم 14 نوفمبر 1993 في مانشستر باريش في جامايكا، إختصت بسباقات 400 متر وم400 متر حواجز، فازت بميداليتين ذهبيتين في دورة ألعاب الكومنولث 2018 في غولد كوست في أستراليا، في سنة 2011 كانت بطلة جامايكا في مسابقة السباعي.

## روابط خارجية
- جانيف راسل على موقع الاتحاد الدولي لألعاب القوى (الإنجليزية)
- جانيف راسل على موقع الدوري الماسي (الإنجليزية)
- جانيف راسل على موقع اللجنة الأولمبية الدولية (الإنجليزية)
- جانيف راسل على موقع أوليمبيديا (الإنجليزية)
- جانيف راسل على موقع اتحاد ألعاب الكومنولث (مؤرشف) (الإنجليزية)
- جانيف راسل على موقع دورة ألعاب الكومنولث 2014 (مؤرشف) (الإنجليزية)